# Championnat de Singapour de football 2007
Navigation
Saison 2006 Saison 2008
La saison 2007 du Championnat de Singapour de football est la soixante-quinzième édition de la première division à Singapour, organisée par la fédération singapourienne sous forme d'une poule unique où toutes les équipes rencontrent trois fois leurs adversaires. Il n'y a pas de relégation puisque les clubs inscrits sont des franchises, à l'image de ce qui se fait dans les championnats australien ou nord-américain. 
C'est le club de Singapore Armed Forces FC, tenant du titre, qui remporte à nouveau le championnat cette saison, après avoir terminé en tête du classement final, avec un seul point d'avance sur Home United FC et deux sur les Tampines Rovers. C'est le neuvième titre de champion de Singapour du club, qui réussit même le doublé en s'imposant en finale de la Coupe de Singapour face à Tampines Rovers.
À l'issue de la saison, le champion et le vainqueur de la Coupe de Singapour (ou le finaliste en cas de doublé) se qualifient pour la Coupe de l'AFC.
Plusieurs changements ont encore lieu durant l'intersaison. La franchise de Sporting Afrique FC n'est pas autorisée à participer cette année alors que deux nouvelles équipes "étrangères" font leurs débuts : le Super Reds FC, composé de joueurs sud-coréens et l'équipe-satellite de la formation chinoise de Liaoning Yuandong.

## Les clubs participants
| - Home United FC - Sengkang Punggol FC - Singapore Armed Forces FC - Woodlands Wellington FC - Albirex Niigata Singapour FC - Super Reds FC | - Tampines Rovers - Geylang United - Balestier Khalsa FC - Gombak United FC - Young Lions U-23 - Liaoning Yuandong |

## Compétition
Le barème de points servant à établir le classement se décompose ainsi :
- Victoire : 3 points ;
- Match nul : 1 point ;
- Défaite : 0 point.

### Classement
| Rang | Équipe                       | Pts | J  | G  | N  | P  | Bp | Bc | Diff |
| ---- | ---------------------------- | --- | -- | -- | -- | -- | -- | -- | ---- |
| 1    | Singapore Armed Forces FCTC  | 79  | 33 | 25 | 4  | 4  | 95 | 38 | +57  |
| 2    | Home United FC               | 78  | 33 | 24 | 6  | 3  | 73 | 35 | +38  |
| 3    | Tampines Rovers              | 77  | 33 | 24 | 5  | 4  | 77 | 32 | +45  |
| 4    | Gombak United FC             | 48  | 33 | 13 | 9  | 11 | 54 | 40 | +14  |
| 5    | Young Lions U-23             | 47  | 33 | 13 | 8  | 12 | 45 | 54 | -9   |
| 6    | Geylang United               | 39  | 33 | 10 | 9  | 14 | 43 | 44 | -1   |
| 7    | Woodlands Wellington FC -6   | 37  | 33 | 10 | 13 | 10 | 47 | 52 | -5   |
| 8    | Albirex Niigata Singapour FC | 35  | 33 | 9  | 8  | 16 | 45 | 49 | -4   |
| 9    | Balestier Khalsa FC          | 29  | 33 | 7  | 8  | 18 | 44 | 63 | -19  |
| 10   | Liaoning YuandongP           | 29  | 33 | 8  | 5  | 20 | 33 | 63 | -30  |
| 11   | Sengkang Punggol FC          | 25  | 33 | 5  | 10 | 18 | 39 | 69 | -30  |
| 12   | Super Reds FCP               | 18  | 33 | 3  | 9  | 21 | 24 | 80 | -56  |

|  | Qualification pour la Coupe de l'AFC 2008                                                |
|  | T : Tenant du titre C : Vainqueur de la Coupe de Singapour P : Club débutant en S-League |

## Bilan de la saison
| Championnat de Singapour de football 2007 |                                      |
| Champion                                  | Singapore Armed Forces FC (9e titre) |
| Coupes et trophées                        |                                      |
| Vainqueur de la Coupe de Singapour 2007   | Singapore Armed Forces FC            |
| Qualifications continentales              |                                      |
| Coupe de l'AFC 2008                       | Singapore Armed Forces FC            |
| Coupe de l'AFC 2008                       | Home United FC                       |
| Promotions et relégations                 |                                      |
| Promus en S-League                        | Aucun                                |
| Relégués en Division II                   | Aucun                                |